# 徐憲 (成化進士)
徐憲（1446年—1496年），字振綱，河南彰德府安陽縣人，軍籍，明朝政治人物。同進士出身。

## 生平
早年出身國子生，河南鄉試第二十九名。成化十四年（1478年）戊戌科會試第一百五十九名，殿試登進士第三甲第二百二十七名。授松江府推官，升監察御史，巡按甘肅。以親老告病歸鄉，卒年五十一。

## 家族
曾祖父徐□忠。祖父徐大成。父徐祥。母王氏。具慶下。娶皇甫氏。